# 11408 Заграднік
11408 Заграднік (11408 Zahradník) — астероїд головного поясу, відкритий 13 березня 1999 року.
Тіссеранів параметр щодо Юпітера — 3,188.